# Anomala monachula
Anomala monachula är en skalbaggsart som beskrevs av Ohaus 1916. Anomala monachula ingår i släktet Anomala och familjen Rutelidae. Inga underarter finns listade i Catalogue of Life.